# Rudolf Mauersberger
Rudolf Mauersberger est un compositeur allemand, né à Mauersberg (maintenant partie de Großrückerswalde, Saxe) le 29 janvier 1889 et mort à Dresde le 22 février 1971. Il a été directeur et chef de chœur du Dresdner Kreuzchor.

## Biographie

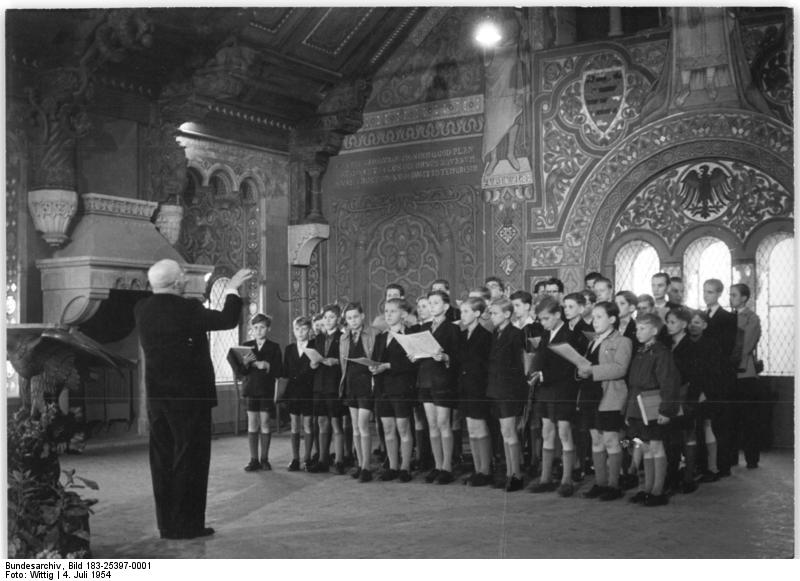
Mauersberger dirigeant le Dresdner Kreuzchor, à Wartbourg, en 1954.

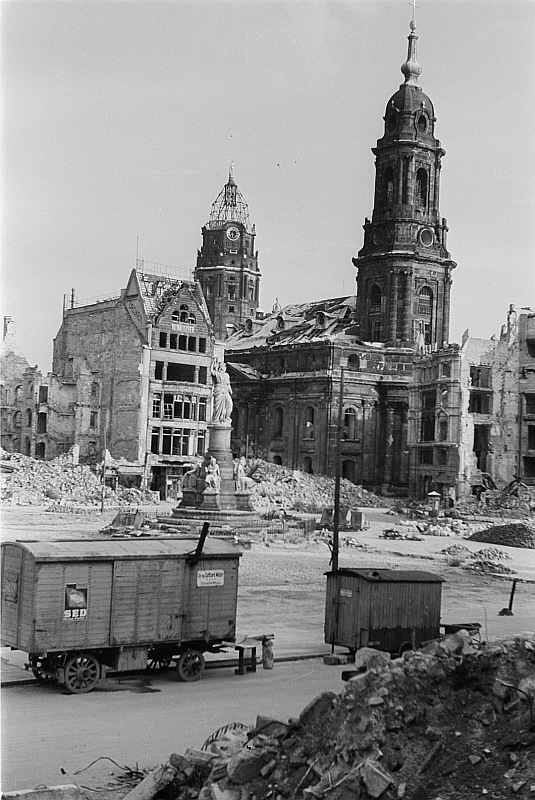
Les ruines de la Kreuzkirche en 1945.

Rudolf Mauersberger était le fils aîné d'un cantor et professeur à Mauersberg, son village natal dans l'Erzgebirge. De 1903 à 1909, il a suivi l'enseignement de l'école royale normale de professeurs à Annaberg et a servi comme préfet de l'orchestre de cette école. De 1909 à 1912, il fait son service militaire et a travaillé en tant que professeur assistant. Il a étudié de 1912 à 1914 et de 1918 à 1919 au Conservatoire de Leipzig. Ses professeurs étaient là Robert Teichmüller (piano), Karl Straube (orgue), Stephan Krehl (théorie) et Hans Sitt (direction d'orchestre). En 1914, il a remporté le prix Nikish pour la composition. Pendant les années de guerre 1915-1918, il était soldat et directeur de la musique militaire à Bad Lausick à Leipzig. Après la guerre, il est allé en 1919 et pendant six ans comme cantor, organiste et chef d'orchestre au Bachverein de la Annakirche d'Aix-la-Chapelle et à la salle municipale de concert d'Aix.
En 1925, il est devenu responsable la musique sacrée de l'église protestante de Thuringe et cantor de la Bachs Taufkirche St. Georg à Eisenach, où il a fondé le Bachchor Eisenach et un chœur de garçons, le Georgenchor. En 1930, alors que 80 candidats postulaient pour ce poste, Mauersberger a été nommé à Dresde comme cantor (Kreuzkantor) et directeur du célèbre Dresdner Kreuzchor et il a pris ses fonctions le 1er juillet 1930. En 1931, il a été nommé directeur de la musique sacrée. Durant son mandat de 40 ans, il a emmené la chorale à un niveau international.
Le 1er mai 1933, Mauersberger est devenu membre du Parti national-socialiste des travailleurs allemands (Numéro 2.451.659). Hitler lui a accordé le 20 avril 1938 le titre de Professeur. Malgré son appartenance au parti, Mauersberger a pris soin d'éloigner le Kreuzchor de l'influence de l'idéologie nazi. Mauersberger a refusé d'introduire des chants nazis dans les concerts de la chorale. Au lieu de cela, le caractère chrétien du chœur a été non seulement préservé, mais encore plus accentué.
Mauersberger a défié l'interdiction d'exécuter les œuvres des compositeurs juifs et a mis des chœurs de Felix Mendelssohn Bartholdy et Günter Raphael dans les programmes du Kreuzchor, encore durant l'automne 1938.
La Kreuzkirche de Dresde, et avec elle les archives entières de la chorale ont été détruites dans la nuit lors du bombardement du 13 au 14 février 1945. Également onze des choristes ont perdu la vie à cette occasion.
Après la seconde guerre mondiale, Mauersberger a travaillé à redonner vie au Kreuzchor. Les premières vêpres du Kreuzchor ont été données le 4 août 1945 dans la Kreuzkirche dévastée. À cette occasion a été créé le motet de Mauersberger Wie liegt die Stadt so Wüst qui évoque la destruction de la ville.
En 1968, Rudolf Mauersberger âge de 79 ans, a dirigé la Messe en si mineur de Johann Sebastian Bach à trois reprises. En plus de ses efforts inlassables pour la renaissance du Kreuzchor dans les ruines de Dresde après 1945, il a travaillé pour une participation de la chorale à la pratique liturgique de la Kreuzkirche, ainsi qu'à l'exécution de l'intégrale des œuvres de Johann Sebastian Bach et d'Heinrich Schütz, tout en abordant la musique contemporaine à Dresde.

## Honneurs
En 1950, il a été récompensé avec le Kreuzchor par le Prix National de la RDA. En 1964, il a reçu le Martin-Andersen-Nexö-Kunstpreis (de). En 1954, il a été nommé docteur honoris causa de l'éducation à l'Université Humboldt de Berlin et en 1959 il a obtenu un doctorat honorifique de théologie à l'Université de Marbourg. Il a été membre de l'Union chrétienne-démocrate d'Allemagne dans la RDA et parfois membre de son Conseil. En 1969, il a reçu l'Ordre du mérite patriotique en or. En 1955, il a reçu la médaille de bronze pour l'interprétation avec le Kreuzchor et 1964 celle en argent.
L'astéroïde (12782) Mauersberger est nommé en son honneur.

## Élèves
Parmi les élèves de Mauersberger, on trouve entre autres les chanteurs Theo Adam, Peter Schreier, le compositeur originaire de Dresde Udo Zimmermann et le chef de chœur Hans Thamm (en), qui a fondé en 1946 le Chœur de garçons de Windsbach.

## Œuvres
Probablement son œuvre la plus célèbre est l'hymne Wie liegt die Stadt so Wüst (Combien la ville est désolée), écrite après la destruction de Dresde en février 1945. Le texte est tiré des Lamentations de Jérémie, versets 1,1.4.9.13; 2,15; 5,17.20-21. L'œuvre est souvent considérée comme une lamentation sur la ville détruite, mais étant donné le contexte biblique, elle peut également s'appliquer à l'ensemble de l'Allemagne et de son peuple, la destruction du pays étant sa punition pour ses fautes. Le Dresdner Requiem (de) de Mauersberger évoque également la destruction de la cité. Mauersberger a écrit une musique pour la Passion selon saint Luc, (Passionsmusik nach dem Lukasevangelium), et le Dresdner Te Deum.
Cycles de chœurs pour solistes et chœur mixte a capella
- Tag und Ewigkeit, 1943
- Weihnachtszyklus der Kruzianer (Cycle de Noël du Kreuzchor), 1944-1946, dont "Kleiner Dresdner Weihnachtszyklus" , 1951
- Chorzyklus Dresden (Cycle Choral de Dresde), 1945-1950, terminé en 1955, dont Wie liegt die Stadt so wüst
- Erzgebirge, 1946-1954
- Der kleine Jahreskreis, 1950

Œuvres Religieuses
- Christvesper mit Turmgesängen, 1932-1963
- Christmette, 1936
- Fangt euer Tagwerk fröhlich an, 5 kleine Spruchmotetten 1940, 1943
- Ostermette, 1941
- Dresdner Te Deum, 1944/45
- Passionsmusik nach dem Lukasevangelium, 1947
- Dresdner Requiem, 1947/48
- Geistliche Sommermusik, 1948
- Eine kleine Weihnachtskantate (cantate de Noël), 1948
- Motette vom Frieden, 1953
- Evangelische Messe, 1954
- Gesänge für die Kreuzkapelle zu Mauersberg (de), 1954-1956

Œuvres profanes
- Maiwärts, Frühlingsode (Ode pour le printemps), 1917/18
- Pfeifen, 1942
- Kritik des Herzens, 1958
- Habt Ruh und Frieden, Gedächtnisgesang, 1943
- Drei Jahreszeitengedichte, 1965/66

Musique Instrumentale
- Trio avec Piano en ut mineur, 1913/14
- Introduktion, Ciaconna und Choral mi mineur pour orgue, 1912-1914
- Introduktion und Passacaglia la mineur pour orgue, 1912-1914
- Präludium und Doppelfuge (prélude et double fugue) ré mineur pour orgue, 1912-1914
- Freie Orgelwerke, 1914-1916
- Symphonie en mi mineur ("Tragische"), 1914-1916

## Discographie
avec le Dresdner Kreuzchor:
- Johann Sebastian Bach, Messe en si mineur (enregistrement 1958)
- Heinrich Schütz, Geistliche Chormusik (en) (1648) (enregistrement 1962/63)
- Heinrich Schütz, Psalmen Davids 1 (1619) – SWV 23, 25, 28, 29, 33, 34, 35, 36) (enregistrement 1965)
- Heinrich Schütz, Cantiones Sacrae (1625) – SWV 53–93 (enregistrement 1963)
- Heinrich Schütz, Doppelchörige Motetten (SWV 24, 31, 41, 417, 464, Anh. 8), Deutsches Magnifikat, SWV 494 (enregistrement 1965)
- Heinrich Schütz, Kleine geistliche Konzerte 1 ((1636) – SWV 302, 304, 305, (1639) – SWV 329, 330, 331, 332, 335, 336, 337) (enregistrement 1966)
- Heinrich Schütz, Kleine geistliche Konzerte 2 ((1636) – SWV 282, 285, 287, 288, 289, 290, 291, 292, 295, 296, 300, (1639) – SWV 308, 317, 320, 325)
- Heinrich Schütz, Kleine geistliche Konzerte 3 ((1636) – SWV 283, 284, 294, 297, (1639) – SWV 306, 307, 309, 310, 311, 312, 316, 318, 319, 324)
- Heinrich Schütz, Lukas-Passion, SWV 480 (enregistrement 1965)
- Heinrich Schütz, Mehrchörige Konzerte (SWV 465, 468, 469, 476, Anh. 3, Anh. 9) (enregistrement 1970)
- Heinrich Schütz, Musikalische Exequien, SWV 279–281, Die sieben Worte Jesu Christi am Kreuz, SWV 478 (enregistrement 1966 und 1969)
- Heinrich Schütz, Symphoniae Sacrae 1 (SWV 405, 407, 409, 413, 414, 415, 416, 418)
- Heinrich Schütz, Symphoniae Sacrae 2 (SWV 257–276|260, 261, 262, (1647) – SWV 359, 360, (1650) – SWV 403, 406, 411)
- Choräle der Lutherzeit (enregistrement 1967)

avec le Kreuzchor et le Thomanerchor, dirigés ensemble avec son frère Erhard Mauersberger:
- Bach: Passion selon saint Matthieu (enregistrement 1970)